# Ethel Furman
Ethel Bailey Furman (6 de julio de 1893 –24 de febrero de 1976) fue una arquitecta estadounidense y la primera arquitecta afroamericana conocida en Virginia.

## Biografía
Ethel Madison Bailey nació en Richmond, Virginia. Hija de Margaret M. Jones Bailey y Madison J. Bailey.
Se casó con William H. Carter el 12 de octubre de 1912, en New Jersey, y tuvieron dos niños. Habiéndose divorciado de Carter en 1918, se casó con Joseph D. Furman.
Después de su entrenamiento en la Ciudad de Nueva York,  regresó a Richmond en 1921 y empezó diseñar casas para lugareños. Furman trabajó con su padre. Durante este tiempo trabajó también en otros trabajos para dar ingresos extra para mantener a su familia. Como una mujer afroamericana, experimentó discriminación en la comunidad de arquitectos, tanto que los burócratas locales rechazaban aceptarla como el arquitecto en jefe de sus proyectos propios. Consiguientemente, a menudo tenía que entregar sus propuestas de trabajo a distintos hombres con quienes trabajó.

## Educación
De niña, Furman empezó a obtener conocimiento sobre la arquitectura y la construcción gracias a su padre, Madison J. Bailey, quién era el segundo contratista constructor de edificios negro autorizado en Richmond. Con el tiempo, esta educación informal la volvieron capaz de hacer algunos de los deberes del negocio de su padre. Un punto a señalar en su formación es su viaje a la Ciudad de Nueva York donde estudió arquitectura en privado. En 1920 ella era la única mujer en la conferencia anual de constructores del Instituto Hampton. Entrenó también en la Universidad Técnica de Chicago en 1940.

## Trabajos notables
Furman diseñó más de 200 iglesias y residencias en Virginia y dos iglesias en Liberia, incluyendo el Ala Educativa de la Cuarta Iglesia Baptista que sigue en pie en el histórico distrito de Church Hill en Richmond, Virginia.
Para reconocer sus contribuciones al campo de la arquitectura, un parque en Richmond fue llamado por su nombre en 1985.